# Mạch lọc nguồn
Mạch lọc nguồn là mạch có trong mạch nguồn một chiều, được thực hiện sau khi chỉnh lưu và trước khi ổn áp, giúp san bằng độ gợn sóng của điện áp.2

## Cấu trúc mạch lọc nguồn
Mạch lọc nguồn có cấu tạo gồm 2 tụ hóa và 1 cuộn cảm. Các tụ càng có điện dung cao càng tốt. Cuộn cảm càng có trị số điện cảm cao càng tốt. 2

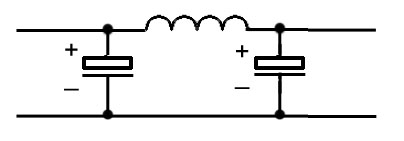
Mạch lọc nguồn cơ bản

Chúng được mắc theo kiểu chữ N (xem hình). Tuy nhiên, nếu muốn đơn giản, có thể bỏ tụ thứ hai.2
Dưới đây là một số cách tăng chất lượng của mạch.

## Tăng điện dung chotụ điện

### Chọntụ
Để tăng điện dung cho tụ điện, việc cần làm đầu tiên là phải chọn loại tụ có điện dung lớn, ít nhất là 1000μF.

### Mắc song song các tụ
Sau khi chọn loại tụ thích hợp, hãy mắc song song chúng. Điện dung tương đương sẽ tăng rất cao (bằng tổng các điện dung)3, vì thế chất lượng mạch sẽ rất cao.

### Đừng bỏtụthứ hai
Như đã nói, hoàn toàn có thể bỏ đi tụ thứ hai để mạch được đơn giản. Nhưng muốn chất lượng mạch cao thì đừng bỏ tụ thứ hai này.

## Tăng trị số điện cảm chocuộn cảm

### Cách tính trị số điện cảm
L=4π.10−7μ.N2/l.S1
Trong đó:
- L: trị số điện cảm của cuộn cảm
- N: số vòng của cuộn cảm
- l: độ dài cuộn cảm
- S: tiết diện cuộn cảm
- μ: độ từ thẩm của lõi sắt

Từ công thức trên, ta có cách tăng trị số điện cảm như sau.

### Tăng số vòng củacuộn cảm
Hãy quấn càng nhiều vòng càng tốt, vì số vòng được bình phương.

### Đưa lõi sắt vào trongcuộn cảm
Việc đưa lõi sắt vào trong cuộn cảm sẽ khiến trị số điện cảm của cuộn cảm tăng (bằng tổng trị số điện cảm của ống dây và lõi sắt), do đó trị số điện cảm của cuộn cảm sẽ rất cao.

### Mắc nối tiếp cáccuộn cảm
Khi mắc nối tiếp các cuộn cảm, trị số điện cảm tương đương bằng tổng các trị số điện cảm của từng cuộn nên trị số điện cảm rất cao.